# Mario Trabucco (violinista)
Mario Trabucco (Leivi, 14 settembre 1951 – Leivi, 4 marzo 2025) è stato un violinista italiano.

## Biografia
Fratello del pianista Franco Trabucco e del mezzosoprano Maria Trabucco, si è diplomato in violino al Conservatorio Niccolò Paganini di Genova nella classe di Mario Ruminelli. Nel 1970 ha ottenuto il diploma di merito ai Corsi di perfezionamento musicale dell'Accademia Musicale Chigiana di Siena, tenuti da Salvatore Accardo e Riccardo Brengola, e ha vinto il Concorso "Premio Città di Vittorio Veneto".
Si è esibito svariate volte come solista ed è stato primo violino al Teatro dell'Opera di Roma, al Teatro comunale di Firenze, al Teatro Carlo Felice di Genova, all'Orchestra della Svizzera Italiana a Lugano e all'Orchestra dell'Accademia Nazionale di Santa Cecilia a Roma.
A partire dal 1972 è stato il curatore del violino storico conosciuto come il "Cannone",, costruito dal liutaio Giuseppe Guarneri del Gesù e appartenuto a Niccolò Paganini, e della sua copia, realizzata da Jean-Baptiste Vuillaume e nota come il "Sivori" perché acquistata e posseduta per la prima volta dal violinista Camillo Sivori. Con il "Cannone" Trabucco ha tenuto numerosi concerti all'estero, per esempio ad Hanoi, a Santiago di Compostela, a Tokyo, a San Pietroburgo e al Parlamento europeo a Strasburgo.
Fino al 2015 è stato docente di violino presso il Conservatorio Niccolò Paganini di Genova. Tra i suoi allievi vanno ricordati:
- Haim Fabrizio Cipriani, violinista di fama internazionale specializzato nel repertorio barocco e classico, oltre che rabbino, scrittore e teologo ebreo;

- Giulio Plotino, vincitore del primo premio al Concorso biennale "Premio Città di Vittorio Veneto" nel 1999 e del quarto premio al Concorso Internazionale "Premio Paganini" di Genova nel 2002;

- Oleksandr Pushkarenko, vincitore della 12ª edizione del "Premio nazionale delle Arti" e del quinto premio al 55º Concorso Internazionale "Premio Paganini" di Genova nel 2018.

Nel 2008 Trabucco ha ricevuto il Premio "Artisti di Liguria".

## Discografia
- Nicolò Paganini: il cavaliere filarmonico Mario Trabucco, Jose Scanu: musiche per violino e chitarra eseguite sul "Cannone" di Paganini. (1998).
- Il Cannone di Paganini note a cura di Edward Neill (2002).
- Impariamo la musica testi di Josè Scanu; fiabe Buby Senarega; in collaborazione Gloria Barberi; illustrazioni Marco Mastroianni; musiche di Nicolò Paganini; duo Mario Trabucco. (2006).